# TV 칠레

TV 칠레(스페인어: TV Chile)는 1989년에 설립된 텔레비시온 나시오날 데 칠레의 국제 텔레비전 방송이다.